# ماكسيمينوس ثراكس
ماكسيمينوس ثراكس (التراقيّ) أو ماكسيمينوس الأول (غايوس يوليوس فيروس ماكسيمينوس، وُلد نو عام 173 – توفي في مايو 238) هو إمبراطور روماني حكم منذ عام 235 وحتى عام 238.
كان والده محاسبًا وعمل في مكتب الحاكم، وتعود أصول أسلافه إلى شعب كاربي الذي استوطن منطقة داقية، وهم الشعب الذي نقلهم الإمبراطور ديوكلتيانوس من موطنهم الأصلي القديم في داقية إلى مقاطعة بانونيا (وفقًا لـ أثريات رومانية، الكتاب 28 للمؤررخ أميانوس مارسيليانوس). كان ماكسيمينوس قائد الفيلق الرابع الإيطالي عندما اغتُيل سيفيروس ألكسندر على يد جنوده عام 235. انتخب الجيش البانوني حينها ماكسيمينوس ليصبح إمبراطورًا.
في عام 238 (والذي عُرف بعام الأباطرة الست)، اندلع تمرد في مجلس الشيوخ، ونجح في تنصيب الأباطرة غورديان الأول وغورديان الثاني وبابينوس وبلبنوس وغورديان الثالث بدلًا من ماكسيمينوس. زحف ماكسيمينوس نحو روما لإخماد التمرد، لكن مسعاه توقف في أكويليا حيث اغتُيل على يد عناصر ساخطين ينتمون الفيلق الثاني البارثي.
وُصف ماكسيمينوس في العديد من المصادر التاريخية، لكن جميع تلك المصادر لم تكن معاصرة له باستثناء التاريخ الروماني لهيروديانوس. لُقب ماكسيمينوس بإمبراطور الثكنات في القرن الثالث، وغالبًا ما اعتبرر حكمه بداية أزمة القرن الثالث. كان ماكسيمينوس أول إمبراطور لا ينحدر من مجلس الشيوخ أو طبقة النخبة الإكوايتس.

## تبوأ السلطة
على الأرجح أن ماكسيمينوس ذا أصول تراقية رومانية (هذا ما اعتقده هيروديانوس في كتاباته). وفقًا لكتاب هستوريا أوغوستا الشهير الذي لا يعوّل عليه كثيرًا من ناحية الموثوقية، وُلد ماكسيمينوس في تراقية أو مويسيا لأب قوطيّ وأم ألانية (الرعاة الإيرانيون الرحل، وهم عبارة عن شعب فرعي من السكيثيين والسرماتيين)، على الأرجح أن نسب ماكسيمينوس ليس بالمفارقة التاريخية، فعُرف عن القوط انتقالهم إلى تراقية من موطن أصلي يختلف عن موطنهم الأصلي اللاحق في منطقة الدانوب الذي لم ينتقلوا إليه إلا بعد فترة طويلة من وفاة ماكسيمينوس. كتب المؤرخ البريطاني رونالد سيم أن «كلمة غوثيا الواردة في كتاب هستوريا أوغوستا كافية لجعل الكتاب غير صالح للاستخدم»، وارتأى أن الأدلة التي قدمها هيروديانوس وسينكيلوس تشير إلى أن ماكسيمينوس وُلد في مويسيا. قد تشير المصادر التي تدعي أصل ماكسيمينوس «القوطي» إلى أصل آخر مختلف هو شعب الغيتيين التراقيين (فالقوط والغوتيون شعبان مختلفان خلط بينهما الكثير من الكتاب اللاحقين، تحديدًا يوردانس في كتابه غيتيكا) وفق ما جاء في الفقرات التي تصف كيف «أحبه الشعب الغيتي وكأنه واحدٌ منهم» وكيف تحدث «بلغة تراقية شبه طليقة». في المقابل، يقول برنارد باكراك أن استخدام مصطلح «غوثيكا» في كتاب هستوريا أوغوستا الذي لم يسبق استخدامه في عصر ماكسيمينوس ليس بالدليل الكافي على عدم صحة هذه الشهادة التاريخية. على أي حال، كانت أسماء والدي ماكسيمينوس الواردة في الكتاب أسماء قوطية وألانية. وعلى هذا الأساس، يدعي باكراك أن التفسير الأبسط والأوضح لهذا اللبس هو اعتماد مؤلف كتاب هستوريا أوغوستا على مصدر موثوق من القرن الثالث، لكنه استبدل المصطلح ليتوافق مع زمنه. وفقًا لكل ما سبق، تبقى أصول ماكسيمينوس محط جدل حتى اليوم.